# くりぃむしちゅーのたりらリラ〜ン
『くりぃむしちゅーのたりらリラ〜ン』は、2005年4月6日から2006年3月29日まで日本テレビ系列で放送されていたバラエティ番組。くりぃむしちゅーの冠番組。放送時間は、2005年4月-9月は毎週水曜日深夜23:40-0:20、2005年10月-2006年3月は水曜日深夜23:25-23:55。
2004年10月2日深夜24:20-25:20（10月3日未明0:20-1:20、JST）に特番として放送されたものをレギュラー化。
「たりらりラ〜ン」ではなく、「たりらリラ〜ン」である（カタカナ）。これは開始当初の番組趣旨、「学び直す（re-learn/リ・ラーン）」という造語に由来する。
また、ここでは2009年8月1日よりBee TVで配信された「帰ってきたベタドラマ」についても触れる。

## 概要
当初は「タトエてタトエてたりらリラ〜ン」のコーナーが中心であり、このコーナーで新語や現代ビジネス語を学べることから、タイトルにちょい知的バラエティーという冠が付いていた。その後、恋愛のテクニックをテーマとした内容に変わっていき、その一環として放送した「クイズよくあるパターン ベタの世界」のベタな恋愛ドラマが大好評であったため、後期（2005年10月以降）は「ベタの世界」のコーナーを中心とした内容となった。
番組（レギュラー放送）は2006年3月（厳密には、2006年4月5日夜10時に放送された「くりぃむしちゅーのたりらリラ〜ン ガンバレくりぃむ!恋の赤恥ベタベタSP」）をもって終了したが、2006年7月13日から木曜日20時台（19:58～20:54）に『くりぃむしちゅーのたりらリでイキます!!』としてゴールデンで復活することになった。
2009年8月1日に「帰ってきたベタドラマ」としてBee TVにて復活した。(全27話）
2024年4月3日に日本テレビ系にて『くりぃむしちゅーのベタドラマ』が放送されることが発表された。

## 出演者

### レギュラー
- くりぃむしちゅー（上田晋也・有田哲平）
- 西尾由佳理（日本テレビアナウンサー）
- 関根勤

### 準レギュラー
番組初期
- 湯浅卓

中期以降
- 眞鍋かをり
- 次長課長（河本準一・井上聡）
- インパルス（板倉俊之・堤下敦）

## 主なコーナー
タトエてタトエてたりらリラ〜ン
視聴者から寄せられた「チョイムズワード」を用いた「タトエ話」を具体化し、またゲストからも「チョイムズワード」の「タトエ話」でトークを繰り広げるコーナー。
うえだリラ〜ン
ツッコミたくなる映像をみて、タトエツッコミを考えるクイズ。上田晋也と同じ答えの場合は、番組が勝手に作った上田グッズをもらえる。
世界一抱かれたい授業
俺の私の恋愛100％
芸能界恋愛お見通し部
投稿!ベタドン
「クイズよくあるパターン ベタの世界」のスピンオフ企画。
日常によくあるベタなシチュエーションを視聴者に投稿してもらい、それをスタッフが映像化したものを見て、出演者がベタ度を「ちょいベタ」「ややベタ」「どベタ」の三段階で評価するコーナー。
タイトルは『欽ドン!』セットは『欽どこ』のパロディーであった。
うろおぼ10
当初は「うろおぼメモリー」として登場。さまざまな問題のアンケートのベスト10のキーワードを、1分間でどれだけ説明できるかという企画。4人で参加し全員で出したキーワードが一定以下なら「うろおぼお絵かき」に挑戦、失敗で罰ゲーム。
クイズよくあるパターン ベタの世界
100人のアンケートに基づいて作られたベタなドラマを観ながら次の展開を予想するクイズコーナー。最下位にはベタな罰ゲームが待ち構えている（インパルスの堤下敦の時は、1回目は時間の関係で、2回目は番組側から堤下へのボケとして、罰ゲームのシーンがカットされていた）。後期には番組のメインコーナーとなった。
ドラマの内容は、テーマに基づいたベタなシーンが連発するストーリーで、登場人物がベタな演技ややりとりを見せる。各ドラマのタイトルは過去のヒットドラマなどをモチーフにしたものになっている。ドラマの途中の何ヶ所かで「アンケートによるこの後のベタな展開第1位は?」というクイズが出題され、解答者がそれぞれこだわったベタな展開を予想する。深夜番組の1コーナーにもかかわらず有名俳優が出演し、作品のクオリティも高かった。出演者はドラマのベタな展開に共感したり、ツッコんだりしながらのめりこみ、恋愛ベタドラマのエンディングでは感動して泣く出演者もいた。特に『101回目のベタポーズ』では、ゲスト解答者やこれまで泣くことのなかった関根勤も感動して泣いていた。

## ベタドラマ作品
※（）内はパロディした元のドラマ・映画タイトル
1.『東京ベタストーリー』（「東京ラブストーリー」）恋愛ドラマのベタ
出演：加勢大周、中山エミリ、村井美樹
2.『水曜ベタペンス劇場』（「火曜サスペンス劇場」）サスペンスドラマのベタ
主演：菊池麻衣子、村井美樹、児玉頼信、岩本靖輝、森富士夫、児玉ちえ
3.『GTV(GREAT TEACHER VETAO)』（「GTO」）学園ドラマのベタ
出演：加勢大周、村井美樹、川口覚、大村学、児玉ちえ、近藤未来
4.『ベタジェネレーション』（「ラブジェネレーション」）ラブコメディのベタ
出演：加勢大周、村井美樹、松本豊一
5.『ベタな片想い』（「すてきな片想い」）片想いドラマのベタ
出演：遠藤久美子、藤重政孝
6.『Veta.35』（「Age,35 恋しくて」）不倫ドラマのベタ
出演：伊藤裕子、佐伯新、矢野トモ子
7.『踊るベタ捜査線』（「踊る大捜査線」）刑事ドラマのベタ
出演：加勢大周、村井美樹、児玉頼信、中松俊哉
8.『ベタ者のすべて』（「若者のすべて」）青春恋愛ドラマのベタ ※上田晋也監督・脚本
出演：上田晋也、遠藤久美子、加勢大周、村井美樹、関根勤（友情出演）
9.『ベタに二人で』（「いつもふたりで」）幼なじみ恋愛ドラマのベタ
出演：三倉茉奈、桐島優介、村井美樹
10.『呪ベタ』（「呪怨」）ホラードラマのベタ
出演：宮地真緒、川口覚
11.『ベタの嵐』（「華の嵐」）昼ドラのベタ
出演：加勢大周、村井美樹、川合千春
番外.『東京観光ベタバスツアー』東京観光・旅番組・バラエティ番組のベタ
出演者が実際に東京をバスで巡り観光する企画
12.『パパとベタちゃん』（「パパとなっちゃん」）親子愛ホームドラマのベタ
出演：村井美樹、田山涼成
番外.『あの時君はベタだった』芸能人が経験した恋愛のベタ
出演：松風雅也、村井美樹
13.『毎度ベタさわがせします』（「毎度おさわがせします」）青春お色気ドラマのベタ
出演：川口覚、三倉佳奈
14.『ベタの中心で、愛をさけぶ』（「世界の中心で、愛をさけぶ」）純愛ドラマのベタ
出演：加勢大周、村井美樹
15.『101回目のベタポーズ』（「101回目のプロポーズ、バスストップ」）恋愛ドラマのベタ ※有田哲平監督・脚本（SPにて放送）
出演：有田哲平、星野真里、村井美樹、加勢大周、坂下千里子、半田健人、平泉成、関根勤（友情出演）
16.『東京ベタストーリー』
出演：加勢大周、中山エミリ、村井美樹
17.『ひとつベタの下』
出演：山崎樹範、サエコ、土屋シオン、武井証
18.『木曜ベタペンス劇場 鬼武者伝説殺人事件』～呪われた首切り村を襲う落ち武者の霊 愛と悲しみの惨劇の果て～
出演：船越英一郎、加勢大周、海東健、村井美樹
番外.『あの時君はベタだった』芸能人が経験した恋愛のベタ
出演：井上聡
番外.『あの時君はベタだった』芸能人が経験した恋愛のベタ
出演：柴田理恵
19.『教師ベタベタ物語』（SPにて放送）
出演：河本準一、三浦理恵子、田島令子、平泉成、津田寛治、小西博之、片岡明日香、斉藤洋介、鍵本輝（Lead）、脇知弘、鈴木正幸
20.『がんばれ！ベターズ』
出演：細山貴嶺、土屋シオン、萩原流行
21.『踊るベタ捜査線』（「踊る大捜査線」）刑事ドラマのベタ
出演：加勢大周、三浦理恵子、忍成修吾
※これらのベタドラマは一部がDVD化された。
※第16回からのベタドラマ作品は「くりぃむしちゅーのたりらリでイキます!!」で放送された。

### 日本ベタデミー大賞
最終回の中の「日本ベタデミー大賞」でベタドラマの人気ランキングが発表された（事前に当番組のHPで人気投票が行われていた）。その際に、出演回数の多かった加勢大周と村井美樹がゲストで出演している。
日本ベタデミー大賞ランキング
- 第1位『ベタ者のすべて』
- 第2位『東京ベタストーリー』
- 第3位『ベタな片想い』
- 第4位『踊るベタ捜査線』
- 第5位『パパとベタちゃん』

### DVD
- くりぃむしちゅーのたりらリラ〜ン ベタドラマＤＶＤ 恋愛ドラマは散々ハラハラさせておきながら結局ハッピーエンド編 
  - 収録作品 『ベタな片思い』、『ベタに二人で』、『ベタ者のすべて』、『101回目のベタポーズ』
  - 2006年6月発売、発売元:パップ

- くりぃむしちゅーのたりらリでイキます!! ベタドラマＤＶＤ２ サスペンスドラマはなんだかんだあっても結局ラストは崖 編 
  - 収録作品 『木曜ベタペンス劇場』、『ひとつベタの下』、『がんばれ！ベターズ』、『ベタの嵐』、『パパとベタちゃん』
  - 2007年6月発売、発売元:パップ

## スタッフ
- ナレーター：湯浅真由美
- 企画：上田晋也、有田哲平
- 構成：石塚祐介、酒井健作、高野順二、八代丈寛、木南広明/桜井慎一
- TM（テクニカルマネージャー）：古井戸博
- 技術：ヌーベルフォース（前：ヌーベルバーグ）、ゴーエン
- 美術プロデューサー：小野寺一幸
- 美術デザイン：本田恵子
- VTR編集：中西雅照
- MA：島崎敏晴
- 音効：森山顕仁、岡田淳一
- TK（タイムキーパー）：坂本幸子
- CG・イラスト：タナカカツキ
- CG制作：牧鉄兵
- 広報：笹木奈緒美
- デスク：富永久美子
- AP（アシスタントプロデューサー）：松本京子、野田義人、坂井康世
- ディレクター：鈴木守、中井康二、小俣猛、守屋隆広、内田秀実、波多野俊介、森本雅也
- 演出：上利竜太
- プロデューサー：松崎聡男、高家宏明
- チーフプロデューサー：安岡喜郎
- 協力：日本テレビアート、読売映像
- 制作：TV-S!ON
- 製作著作：日本テレビ

### 過去のスタッフ
- 構成：大谷裕一、湊星子
- ディレクター：高橋雄康、三藤豊
- 広報：菱川理沙

## 帰ってきたベタドラマ
司会
- 有田哲平(くりぃむしちゅー)、西尾由佳理(日本テレビアナウンサー)

1.『世界で一番ベタが好き!』
出演：オードリー、村井美樹
2.『携帯ベタペンス劇場』
出演：TKO、村井美樹
3.『最高のベタ想い』
出演：U字工事、村井美樹
スタッフ
- 演出: 上利竜太
- 監督: 内田秀実
- 構成: 石塚祐介、森本雅也(SION)
- チーフプロデューサー：安岡喜郎
- プロデューサー：坂井康世(SION)
- 日本テレビ編成担当: 戸田一也
- 制作：日本テレビ
- 製作著作：Bee TV

## 関連番組
- くりぃむしちゅーのたりらリでイキます!! - 内容は継続してゴールデンタイムで放送していたテレビ番組。